# Myrcia oblongata
Myrcia oblongata är en myrtenväxtart som beskrevs av Dc.. Myrcia oblongata ingår i släktet Myrcia och familjen myrtenväxter. Inga underarter finns listade i Catalogue of Life.